# 森博太郎
森 博太郎（もり ひろたろう） は、日本の工学者。学位は、工学博士（大阪大学・課程博士・1976年）（学位論文「交番応力下の転位の挙動」）。大阪大学名誉教授。大阪大学超高圧電子顕微鏡センターセンター長、日本顕微鏡学会会長を務めた。

## 人物・経歴
1969年名古屋工業大学工学部金属工学科卒業。宮﨑亨に師事。1974年大阪大学大学院工学研究科冶金工学専攻博士課程単位取得満期退学、名古屋工業大学工学部講師。1976年大阪大学より工学博士の学位を取得。1981年大阪大学超高圧電子顕微鏡センター講師。1983年大阪大学超高圧電子顕微鏡センター助教授。1991年日本金属学会功績賞受賞。1992年日本電子顕微鏡学会学会賞（瀬藤賞）受賞。1995年大阪大学超高圧電子顕微鏡センター教授。2004年Selete Award 2004受賞。2005年大阪大学超高圧電子顕微鏡センター長。2010年定年退職、大阪大学名誉教授、大阪大学超高圧電子顕微鏡センター特任教授。2011年日本顕微鏡学会会長。